# San Lorenzo Tenochtitlán

Położenie San Lorenzo Tenochtitlán

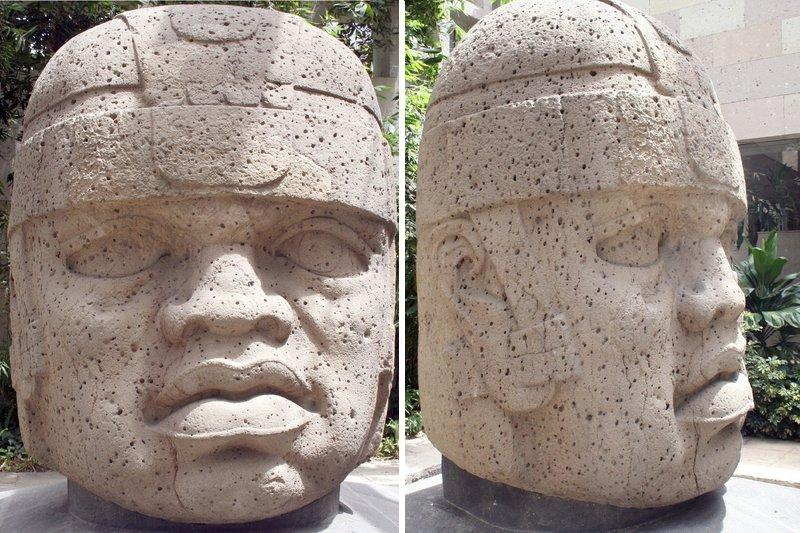
Ogromna kamienna głowa z San Lorenzo

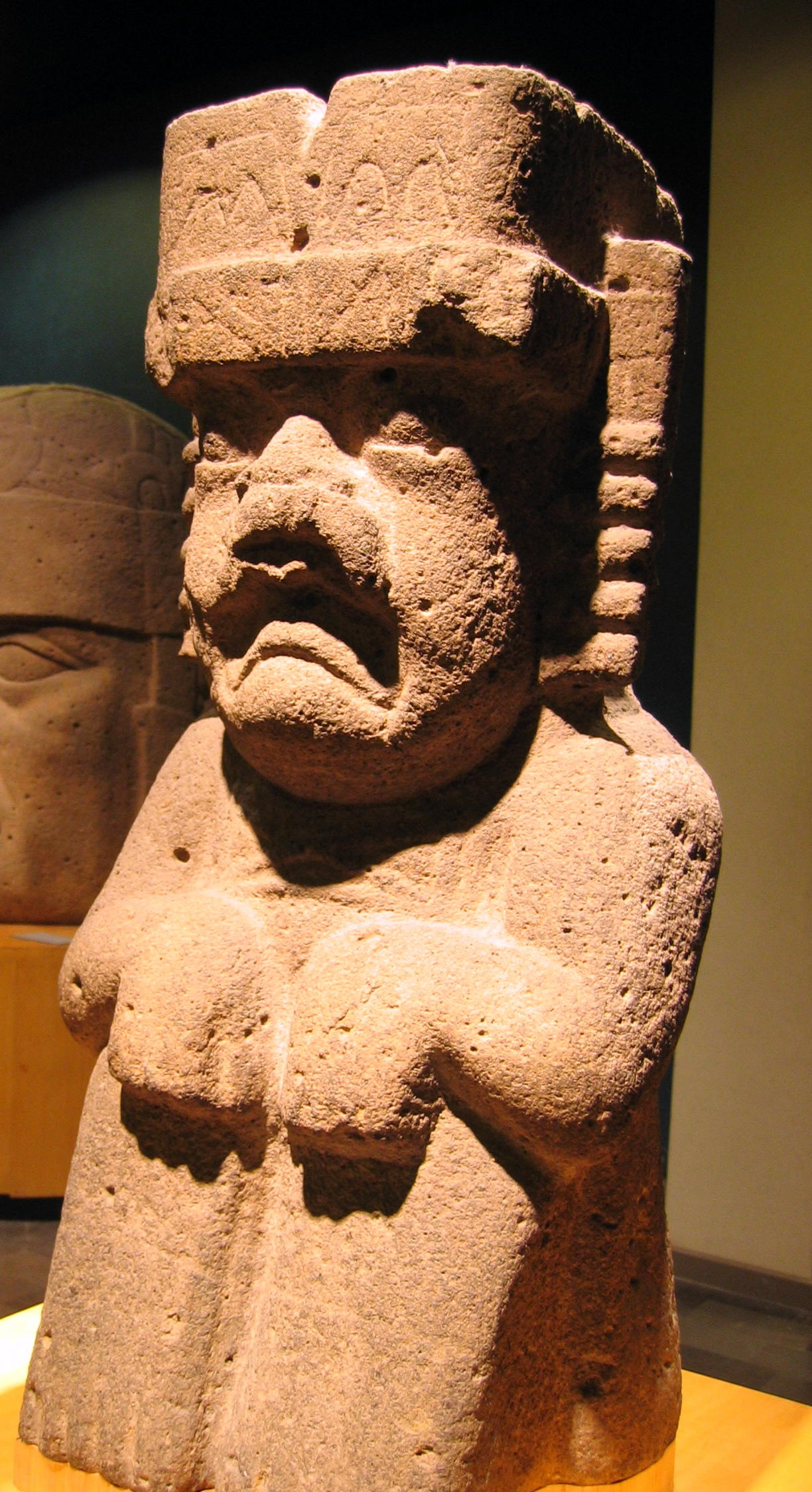
Rzeźba człowieka-jaguara (Narodowe Muzeum Antropologiczne w Meksyku)

San Lorenzo Tenochtitlán – najstarszy ośrodek cywilizacji Olmeków położony w południowo-wschodniej części meksykańskiego stanu Veracruz, w okolicach dzisiejszej wioski San Lorenzo, nad rzeką Coatzacoalcos. W skład San Lorenzo Tenochtitlán wchodzi kilka stanowisk archeologicznych, z czego najważniejsze z nich to: San Lorenzo, Tenochtitlán i Potrero Nuevo. Obok La Venty i Tres Zapotes było to jedno z trzech najważniejszych olmeckich miast.

## Historia
Osiedle powstało około 1500 roku p.n.e. i swój największy rozkwit przeżywało około trzystu lat później, gdy liczba jego mieszkańców przekroczyła kilka tysięcy. Ośrodek najprawdopodobniej pełnił głównie funkcję obrzędową, na co wskazuje brak umocnień oraz ulokowanie kamiennych budowli w centrum rozległego obszaru rolniczego. W czasie największego rozkwitu władcy miasta kontrolowali przypuszczalnie większość dorzecza Coatzacoalcos oraz północno-zachodnie rejony do gór Tuxtla.
Około 900 roku p.n.e. nastąpił gwałtowny upadek miasta, podczas którego zniszczonych zostało wiele budowli, rzeźb i ołtarzy. Fragmenty zniszczonych rzeźb poukładano na zboczach pobliskich wzniesień, a następnie zakopano. Ocalała ludność prawdopodobnie przeniosła się w okolice ujścia rzeki Tonalá, do nowego ośrodka zwanego La Venta. Archeolodzy Michael Coe i Richard Diehl z Uniwersytetu Yale jako przyczynę upadku sugerowali początkowo wewnętrzny bunt lub podbój przez obcych najeźdźców. Po dokładniejszym jednak zbadaniu rzeźb i steli Diehl uznał, że wiele z nich przed upadkiem miasta zostało na nowo przeformowanych, więc owo „niszczenie” miało być po prostu częścią tego procesu.
Badania wykazały też, że mniej więcej w tym samym czasie, w którym doszło do niepokojów, nastąpiły zmiany biegu rzek. To z kolei mogło doprowadzić do zmian ekonomicznych i środowiskowych, które doprowadziły do upadku miasta.

## Badania
Pierwsze wykopaliska archeologiczne na terenie ośrodka przeprowadził w 1938 Matthew Stirling. Podczas kolejnych badań w latach 40. odkrył liczne rzeźby, pomniki, kamienny ołtarz oraz pięć ogromnych bazaltowych głów. On też w 1955 wprowadził dla całego kompleksu nazwę San Lorenzo Tenochtitlán, którą zaczerpnął od nazw pobliskich osad. 
Między 1946 a 1970 odbyły się jeszcze cztery archeologiczne ekspedycje. W jednej z nich przeprowadzonej w latach 1966-1968 uczestniczyli, Michael Coe i Richard Diehl, którzy na podstawie badań ceramiki zdefiniowali osiem głównych faz rozwoju San Lorenzo: Ojochi (ok. 1750–1550 r. p.n.e.), Bajío (ok. 1550–1450 r. p.n.e.), Chicharras (ok. 1450–1400 r. p.n.e.), San Lorenzo (ok. 1400–1000 r. p.n.e.), Nacaste (ok. 1000–800 r. p.n.e.), Palangana (ok. 800–400 r. p.n.e.), Remplás (ok. 300–50 r. n.e.) oraz Villa Alta (800–1000 r. n.e.).
Ceramika różnych typów z San Lorenzo Tenochtitlán była eksportowana do rozmaitych miejsc Mezoameryki, m.in. do Mazatán w stanie Chiapas.
Kolejne badania prowadziła w latach 1989-1995 Ann Cyphers z Universidad National Autónoma de Mexico, która wraz z dwoma innymi archeologami opublikowała częściowo zmienioną typologię ceramiczną.
Z kolei przeprowadzone w 1998 wykopaliska dowiodły istnienia struktur preolmeckich w postaci kopców.

## Kamienne głowy
Na terenie San Lorenzo Tenochtitlán odkryto także dziesięć ogromnych kamiennych głów, przedstawiających przypuszczalnie władców. Większość z nich została wykonana z importowanego bazaltu. Ustawiano je na placach wyłożonych czerwonym piaskiem i żółtym żwirem. Badania wykazały, że były one pokryte gipsem i pomalowane jasnymi kolorami.

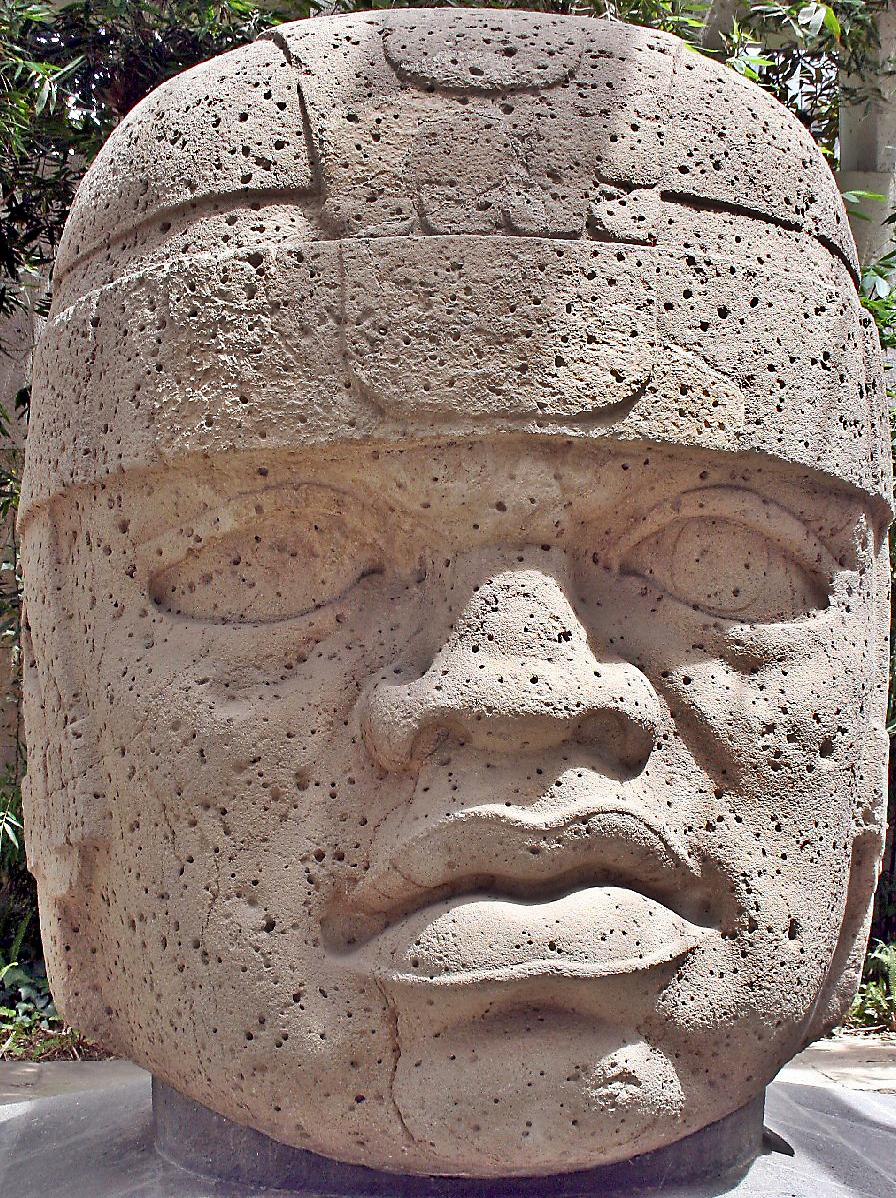
Kamienna głowa nr 1
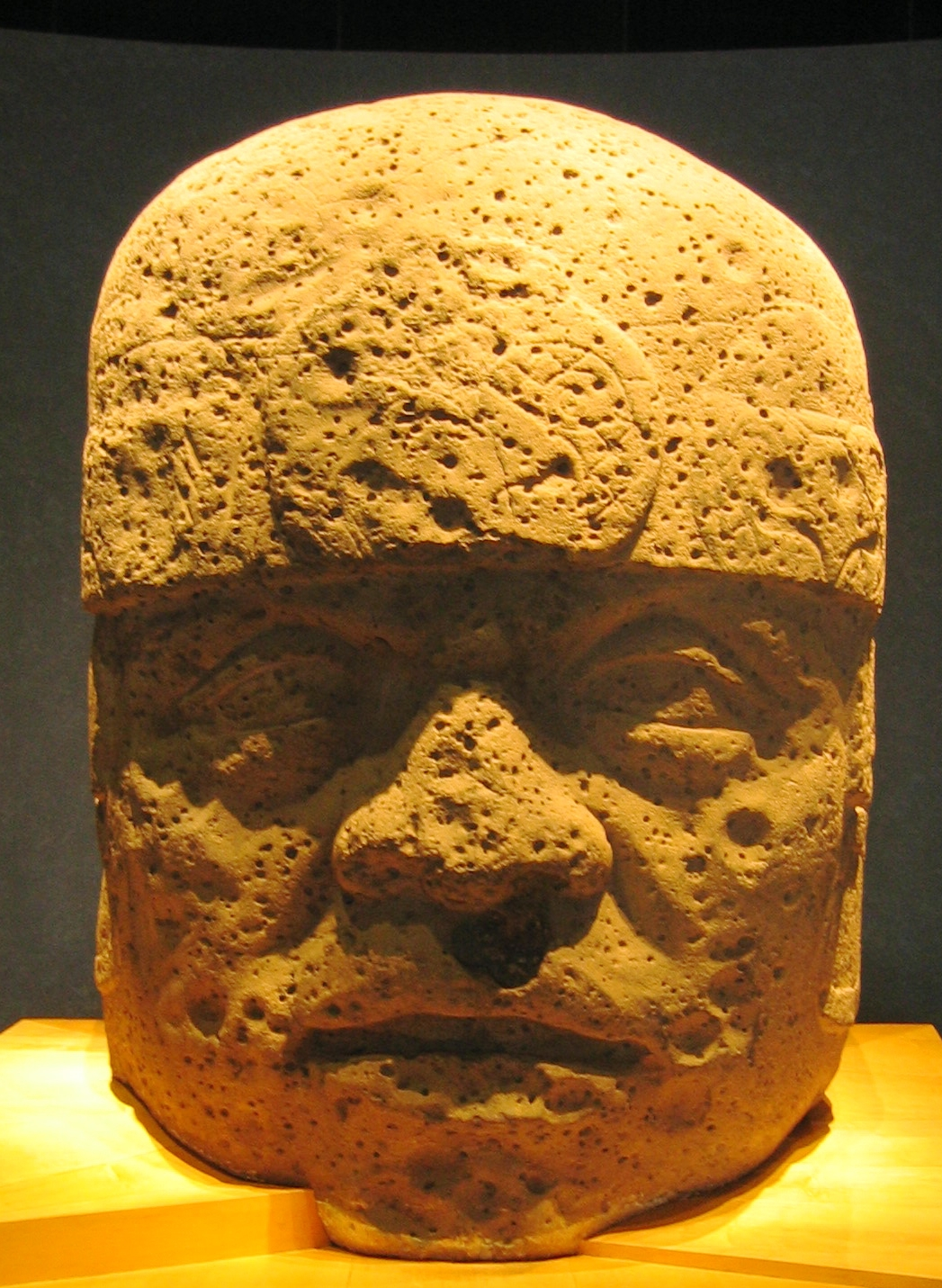
Kamienna głowa nr 2
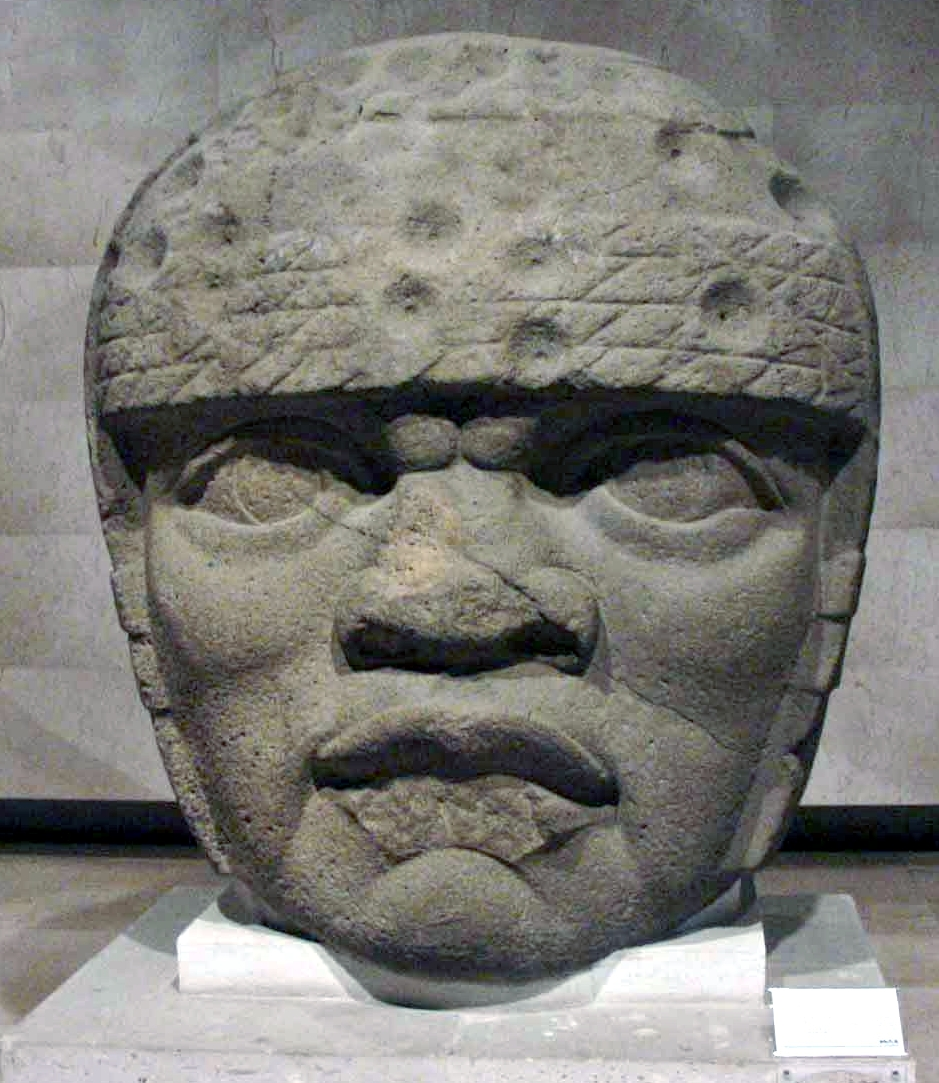
Kamienna głowa nr 3
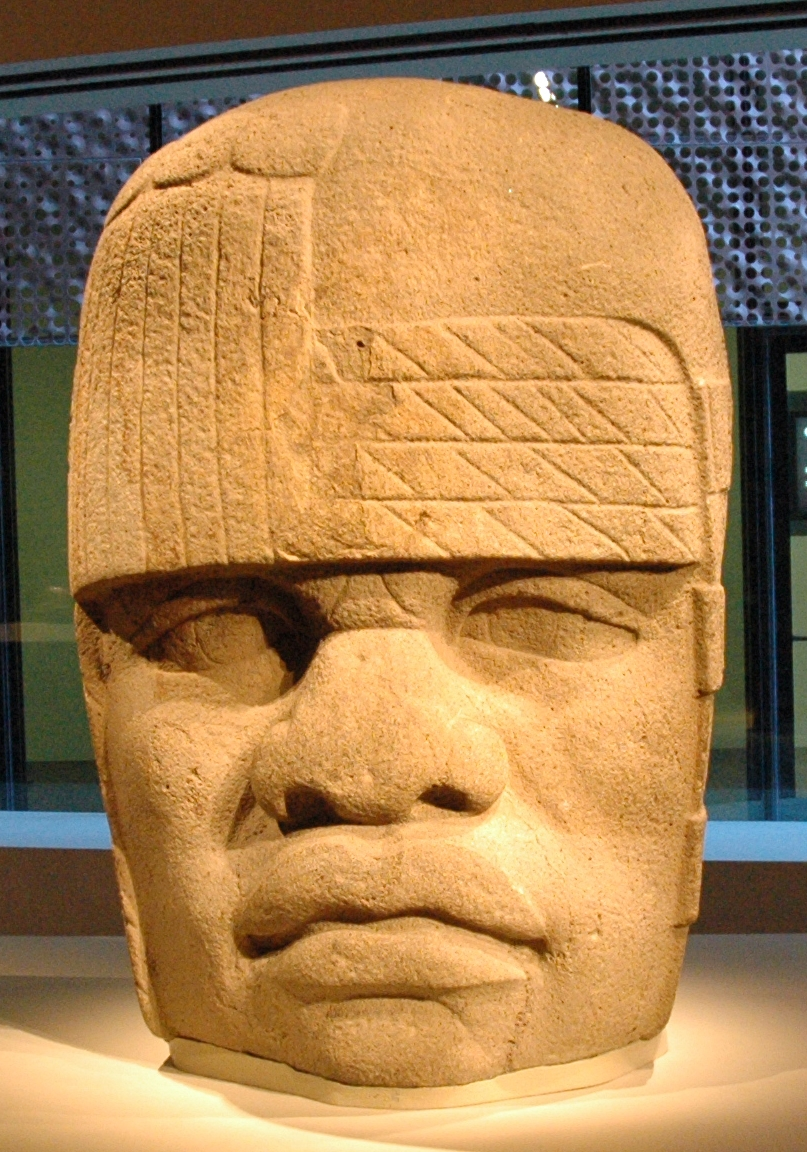
Kamienna głowa nr 4
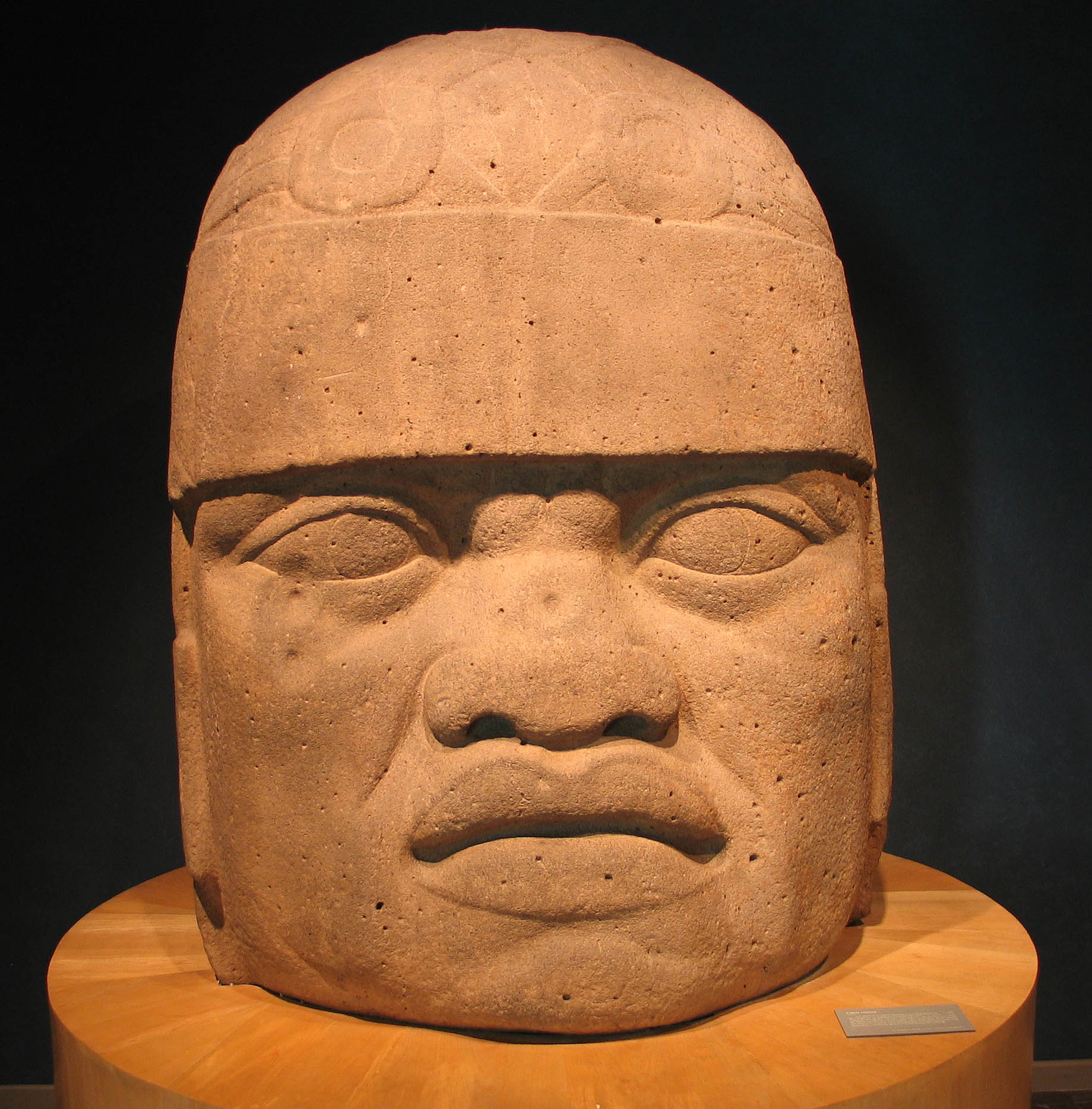
Kamienna głowa nr 6
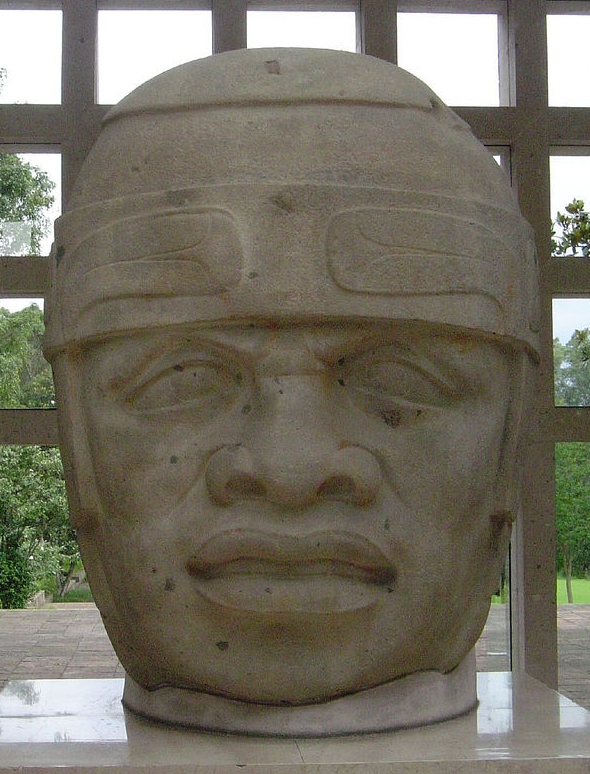
Kamienna głowa nr 8